# انریکه مارتین (بازیکن فوتبال، زاده ۱۹۵۰)
انریکه مارتین (اسپانیایی: Enrique Martín‎؛ زادهٔ ۲۷ دسامبر ۱۹۵۰) بازیکن فوتبال اهل مکزیک بود.
وی همچنین در تیم ملی فوتبال مکزیک بازی کرده‌است.